# Valda Valkyrien
Valda Valkyrien (30 september 1895 - 22 oktober 1956) was een Deense actrice en danseres. 

## Levensloop en carrière
In het begin van haar carrière was Valkyrien een prima ballerina in het Royal Danish Ballet. Vanaf 1912 verscheen ze ook in Deense films. In 1914 maakte ze haar debuut in een Amerikaanse film: Baroness Film Series. Haar filmcarrière was kort. In 1919 liet ze de filmwereld achter zich. Datzelfde jaar scheidde ze ook na een 7-jaar durend huwelijk van haar eerste man, de Deense edelman en acteur Hrost von Dewitz, met wie ze 1 zoon had, schilder Arden von Dewitz (1915-2004). Ze huwde nog een tweede keer met Robert Otto, met wie ze eveneens 1 zoon kreeg. Beide huwelijken liepen uit op een scheiding.
In 1956 overleed Valkyrien op 61-jarige leeftijd na een lange ziekte. Ze ligt begraven op het Forest Lawn Memorial Park (Glendale).